# TOP3A
DNK topoizomeraza 3-alfa je enzim koji je kod ljudi kodiran TOP3A genom.

## Funkcija
Ovaj gen kodira DNK topoizomerazu, enzim koji kontroliše i menja topološka stanja DNK tokom transkripcije. Ovaj enzim katalizjje prolazno prekidanje i ponovno spajanje pojedinačnih lanaca DNK što omogućava lancima da prođu jedan kroz drugi, čime se redukuje broj supernamotaja i menja se topologija DNK. Ovaj enzim formira kompleks sa BLM koji učestvuje u regulaciji rekombinacije somatskih ćelija.

## Interaktcije
Pokazano je da TOP3A formira interakcije sa proteinom sindroma cvetanja.

## Literatura
- Hanai R, Caron PR, Wang JC (1996). „Human TOP3: a single-copy gene encoding DNA topoisomerase III”. Proceedings of the National Academy of Sciences of the United States of America. 93 (8): 3653—7. PMC 39666 . PMID 8622991. doi:10.1073/pnas.93.8.3653.
- Fritz E, Elsea SH, Patel PI, Meyn MS (1997). „Overexpression of a truncated human topoisomerase III partially corrects multiple aspects of the ataxia-telangiectasia phenotype”. Proceedings of the National Academy of Sciences of the United States of America. 94 (9): 4538—42. PMC 20758 . PMID 9114025. doi:10.1073/pnas.94.9.4538.
- Kim JC, Yoon JB, Koo HS, Chung IK (1998). „Cloning and characterization of the 5'-flanking region for the human topoisomerase III gene”. The Journal of Biological Chemistry. 273 (40): 26130—7. PMID 9748294. doi:10.1074/jbc.273.40.26130.
- Goulaouic H, Roulon T, Flamand O, Grondard L, Lavelle F, Riou JF (1999). „Purification and characterization of human DNA topoisomerase IIIalpha”. Nucleic Acids Research. 27 (12): 2443—50. PMC 148446 . PMID 10352172. doi:10.1093/nar/27.12.2443.
- Shimamoto A, Nishikawa K, Kitao S, Furuichi Y (2000). „Human RecQ5beta, a large isomer of RecQ5 DNA helicase, localizes in the nucleoplasm and interacts with topoisomerases 3alpha and 3beta”. Nucleic Acids Research. 28 (7): 1647—55. PMC 102787 . PMID 10710432. doi:10.1093/nar/28.7.1647.
- Wu L, Davies SL, North PS, Goulaouic H, Riou JF, Turley H, Gatter KC, Hickson ID (2000). „The Bloom's syndrome gene product interacts with topoisomerase III”. The Journal of Biological Chemistry. 275 (13): 9636—44. PMID 10734115. doi:10.1074/jbc.275.13.9636.
- Lin CW, Darzynkiewicz Z, Li X, Traganos F, Bedner E, Tse-Dinh YC (2000). „Differential expression of human topoisomerase IIIalpha during the cell cycle progression in HL-60 leukemia cells and human peripheral blood lymphocytes”. Experimental Cell Research. 256 (1): 225—36. PMID 10739669. doi:10.1006/excr.1999.4778.
- Brosh RM, Li JL, Kenny MK, Karow JK, Cooper MP, Kureekattil RP, Hickson ID, Bohr VA (2000). „Replication protein A physically interacts with the Bloom's syndrome protein and stimulates its helicase activity”. The Journal of Biological Chemistry. 275 (31): 23500—8. PMID 10825162. doi:10.1074/jbc.M001557200.
- Lodge AJ, Anderson JJ, Ng SW, Fenwick F, Steward M, Haugk B, Horne CH, Angus B (2000). „Expression of topoisomerase IIIalpha in normal and neoplastic tissues determined by immunohistochemistry using a novel monoclonal antibody”. British Journal of Cancer. 83 (4): 498—505. PMC 2374664 . PMID 10945498. doi:10.1054/bjoc.2000.1293.
- Hu P, Beresten SF, van Brabant AJ, Ye TZ, Pandolfi PP, Johnson FB, Guarente L, Ellis NA (2001). „Evidence for BLM and Topoisomerase IIIalpha interaction in genomic stability”. Human Molecular Genetics. 10 (12): 1287—98. PMID 11406610. doi:10.1093/hmg/10.12.1287.
- Freire R, d'Adda Di Fagagna F, Wu L, Pedrazzi G, Stagljar I, Hickson ID, Jackson SP (2001). „Cleavage of the Bloom's syndrome gene product during apoptosis by caspase-3 results in an impaired interaction with topoisomerase IIIalpha”. Nucleic Acids Research. 29 (15): 3172—80. PMC 55826 . PMID 11470874. doi:10.1093/nar/29.15.3172.
- Bi W, Yan J, Stankiewicz P, Park SS, Walz K, Boerkoel CF, Potocki L, Shaffer LG, Devriendt K, Nowaczyk MJ, Inoue K, Lupski JR (2002). „Genes in a refined Smith-Magenis syndrome critical deletion interval on chromosome 17p11.2 and the syntenic region of the mouse”. Genome Research. 12 (5): 713—28. PMC 186594 . PMID 11997338. doi:10.1101/gr.73702.
- Wang Y, Lyu YL, Wang JC (2002). „Dual localization of human DNA topoisomerase IIIalpha to mitochondria and nucleus”. Proceedings of the National Academy of Sciences of the United States of America. 99 (19): 12114—9. PMC 129407 . PMID 12209014. doi:10.1073/pnas.192449499.
- Wu L, Hickson ID (2002). „The Bloom's syndrome helicase stimulates the activity of human topoisomerase IIIalpha”. Nucleic Acids Research. 30 (22): 4823—9. PMC 137159 . PMID 12433984. doi:10.1093/nar/gkf611.
- Meetei AR, de Winter JP, Medhurst AL, Wallisch M, Waisfisz Q, van de Vrugt HJ, Oostra AB, Yan Z, Ling C, Bishop CE, Hoatlin ME, Joenje H, Wang W (2003). „A novel ubiquitin ligase is deficient in Fanconi anemia”. Nature Genetics. 35 (2): 165—70. PMID 12973351. doi:10.1038/ng1241.
- Jiao R, Bachrati CZ, Pedrazzi G, Kuster P, Petkovic M, Li JL, Egli D, Hickson ID, Stagljar I (2004). „Physical and functional interaction between the Bloom's syndrome gene product and the largest subunit of chromatin assembly factor 1”. Molecular and Cellular Biology. 24 (11): 4710—9. PMC 416397 . PMID 15143166. doi:10.1128/MCB.24.11.4710-4719.2004.
- Yin J, Sobeck A, Xu C, Meetei AR, Hoatlin M, Li L, Wang W (2005). „BLAP75, an essential component of Bloom's syndrome protein complexes that maintain genome integrity”. The EMBO Journal. 24 (7): 1465—76. PMC 1142546 . PMID 15775963. doi:10.1038/sj.emboj.7600622.